# Ruedo
En una plaza de toros, el ruedo es la superficie circular y arenosa, limitada por una valla o barrera, donde tienen lugar las corridas de toros. También recibe muchos otros nombres como redondel, coso, albero, palestra, anillo, circo, palenque, liza, etc. 
La forma del ruedo es casi siempre circular, para evitar cualquier irregularidad que sirva como refugio o defensa al toro dificultando la lidia.  En algunos casos puede ser un polígono de muchos lados, casi un círculo. Las dimensiones del ruedo en las plazas importantes suele ser de un mínimo de 50 metros de diámetro (el de Las Ventas llega hasta los 61.2 metros). Un tamaño muy inferior dificultaría la lidia mientras que un diámetro excesivo puede agotar al toro o al torero. 
El terreno del ruedo debe ser llano, duro y arenoso, sin irregularidades, para impedir tropiezos accidentales durante la lidia. La importancia de su buen estado para la lidia lo ilustra la existencia de personal especializado –los areneros– cuyo único cometido es mantener la arena del ruedo alisada y en condiciones óptimas.
El ruedo está rodeado por una valla o barrera de madera de 1.60 m de alto por el lado del ruedo y 1.30 m por el lado del callejón, con una serie de burladeros (que permiten el paso de costado del torero, pero no del toro) intercalados que comunican con el callejón y que sirven como refugio a los diestros. La barrera suele tener un saliente de madera, llamado estribo, situado a unos 40 cm de altura, que facilita el salto del torero en caso de necesidad. La menor altura por el lado interior pretende evitar accidentes y facilitar el acceso rápido al ruedo de los subalternos, en caso de ser necesario. 

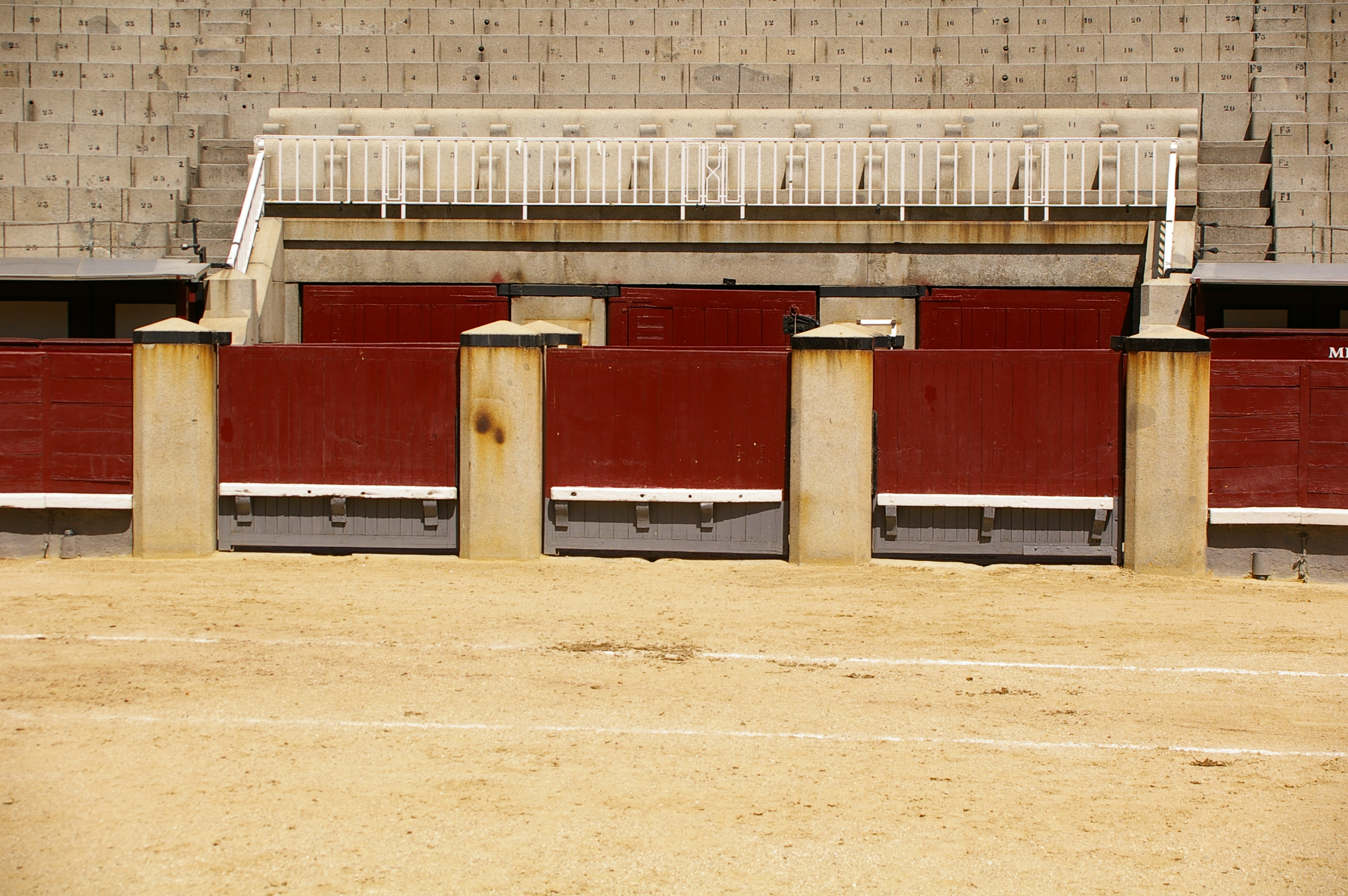
El toril, con las puertas de los chiqueros por las cuales los toros entran al ruedo.

El ruedo tiene comunicación directa a distintos accesos que tienen también funciones diversas: el toril (que da acceso a las jaulas o chiqueros desde donde entran los toros), la puerta de cuadrillas (da salida a los diestros para el paseíllo), el patio de caballos (donde los picadores se preparan y, a menudo, sirven también para las cuadrillas) y la puerta de arrastre (por donde las mulillas arrastran al toro muerto al desolladero). También es reglamentario un acceso directo a la enfermería.